# 朴完柱
朴完柱（：／ Park Wan-ju，1966年11月10日—），大韓民國自由派政治人物，第19至21屆國會議員。
2022年5月16日，因涉嫌性侵而被共同民主黨開除黨籍。